# Asstjärnen
Asstjärnen är en sjö i Avesta kommun i Dalarna och ingår i Dalälvens huvudavrinningsområde.